# Modelarstvo
Modelarstvo je konjiček/hobi, pri katerem modelarji izdelujejo pomanjšane modele pravih naprav, denimo avtomobilov, letal, ladij, ... Za modeliranje so potrebni nekateri pripomočki: križni in ploščati izvijač, žage, pile, dleta,... Za izdelavo modelov se uporabljajo različni materiali - stiropor, stirodur, stiromat, balza, trši les,... Naloga modelarstva je izdelati model, ki oponaša funkcionalne lastnosti objekta, katerega model izdelujemo (leteč model letala, ploven model plovila, premikajoče se vozilo). Za razliko od maketarstva popolno posnemanje morebitnega originala ni pomembno. Modeli so pogosto namenske konstrukcije, kar pomeni, da so načrti narejeni izrecno za namene izgradnje modela in ne za izgradnjo pomanjšane kopije resnične naprave.
Zelo priljubljeno je radijsko vodeno modelarstvo, kjer s pomočjo elektronskih naprav kot so oddajnik, sprejemnik, servo mehanizmi, motorji, kvarčnimi kristali,... modelar brezžično upravlja s svojim modelom. Za vsako skupino naprav obstajajo tudi tekmovalne panoge, kjer modelarji tekmujejo med seboj s svojimi modeli.